# Tilman Ridge
Tilman Ridge är en bergstopp i Antarktis. Den ligger i Östantarktis. Australien gör anspråk på området. Toppen på Tilman Ridge är 1 803 meter över havet.
Terrängen runt Tilman Ridge är varierad. Trakten är glest befolkad. Närmaste befolkade plats är Odell Glacier Station, 10,0 kilometer öster om Tilman Ridge.